# Donje Leskovice
Donje Leskovice (em cirílico: Доње Лесковице) é uma vila da Sérvia localizada no município de Valjevo, pertencente ao distrito de Kolubara. A sua população era de 444 habitantes segundo o censo de 2011.

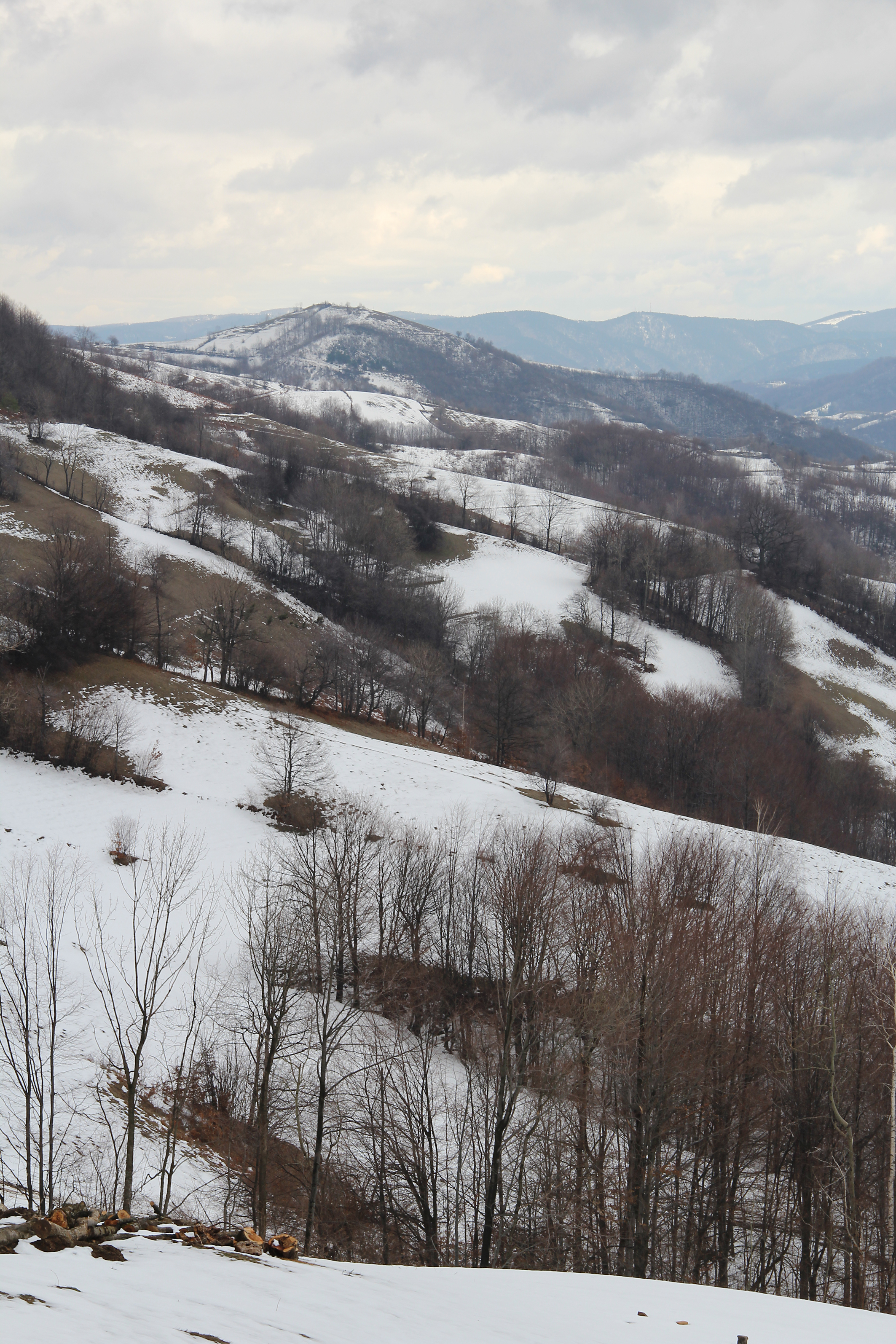
Donje Leskovice - panorama
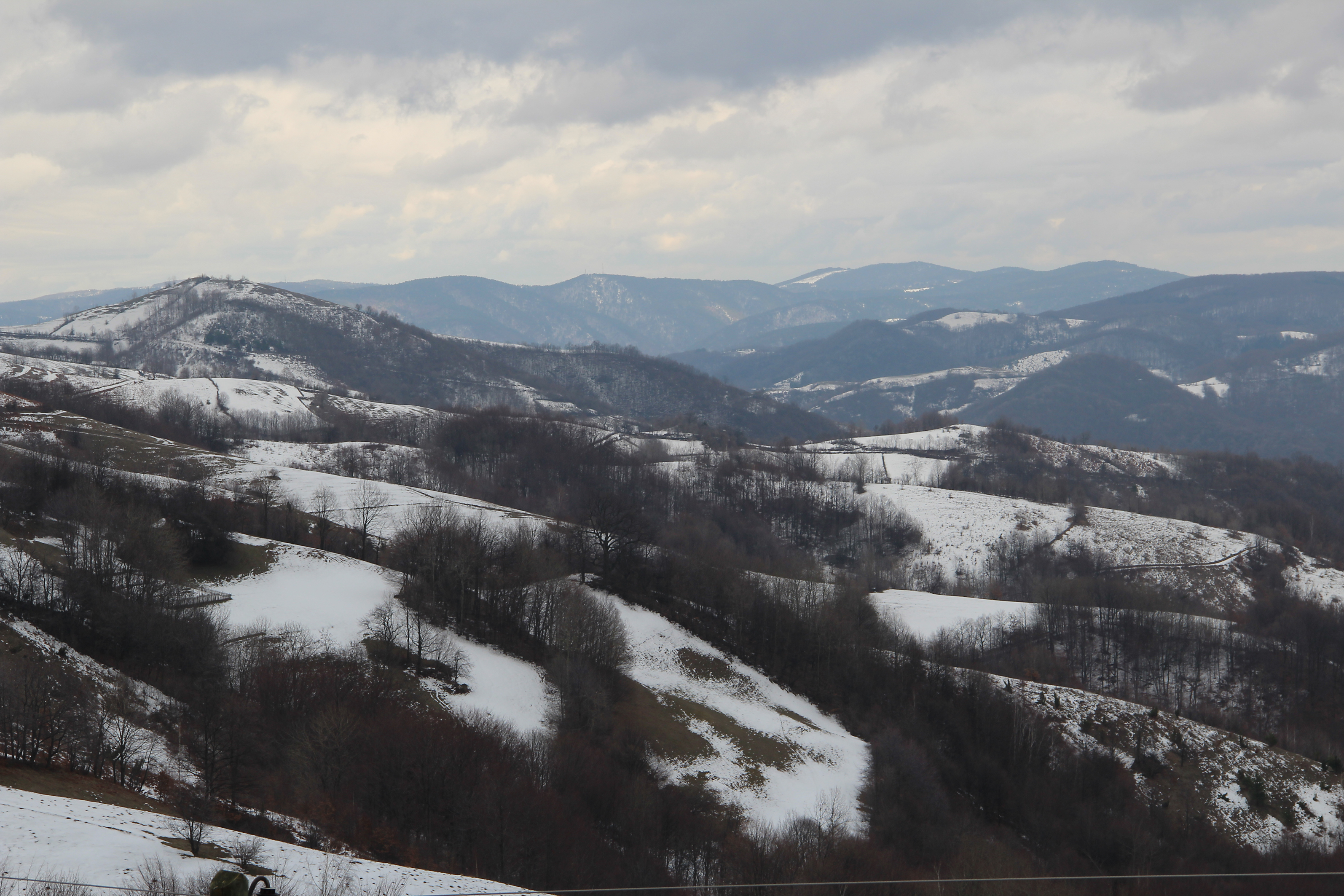
Donje Leskovice - panorama
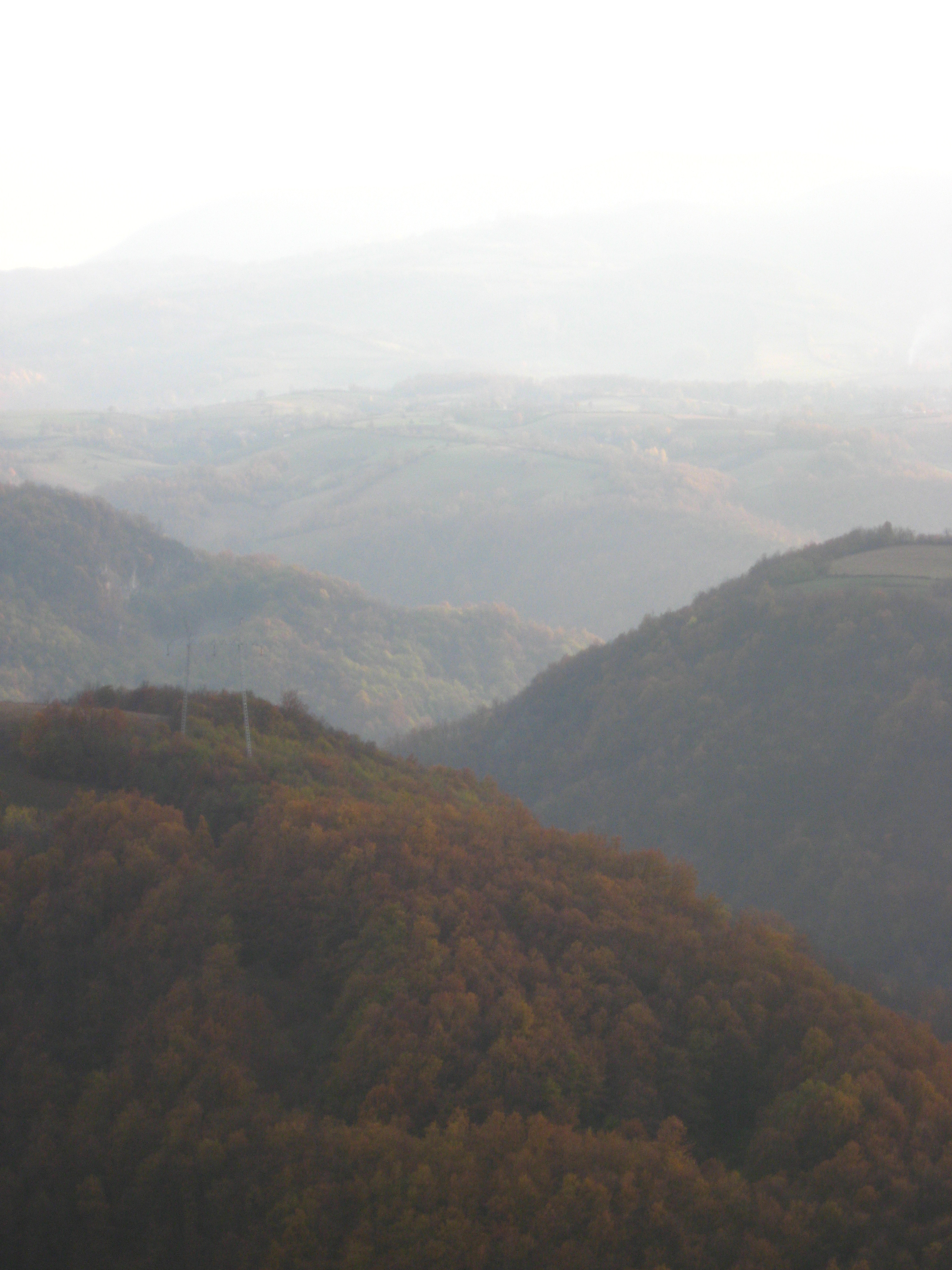
Donje Leskovice - panorama
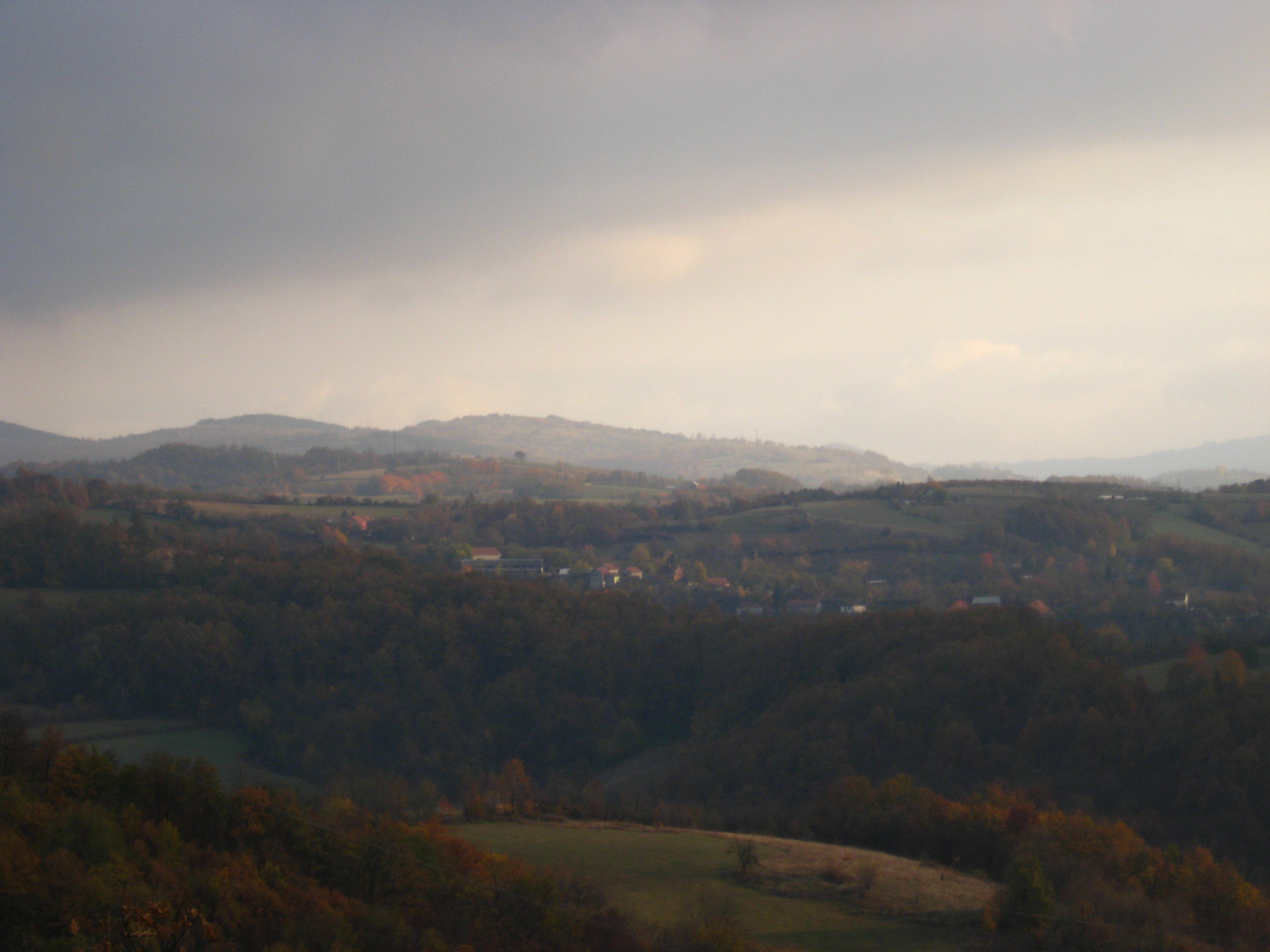
Donje Leskovice - panorama
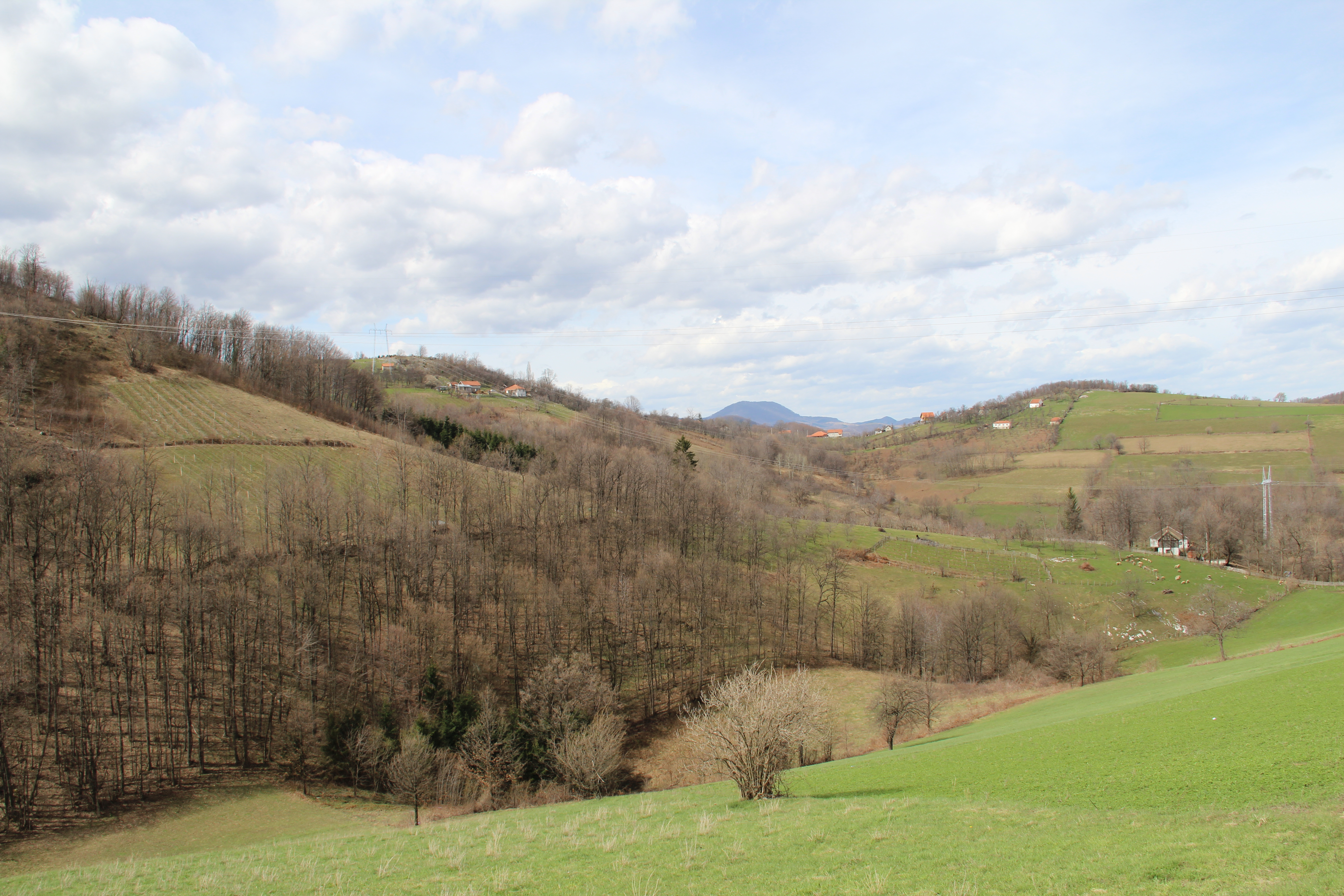
Donje Leskovice - panorama
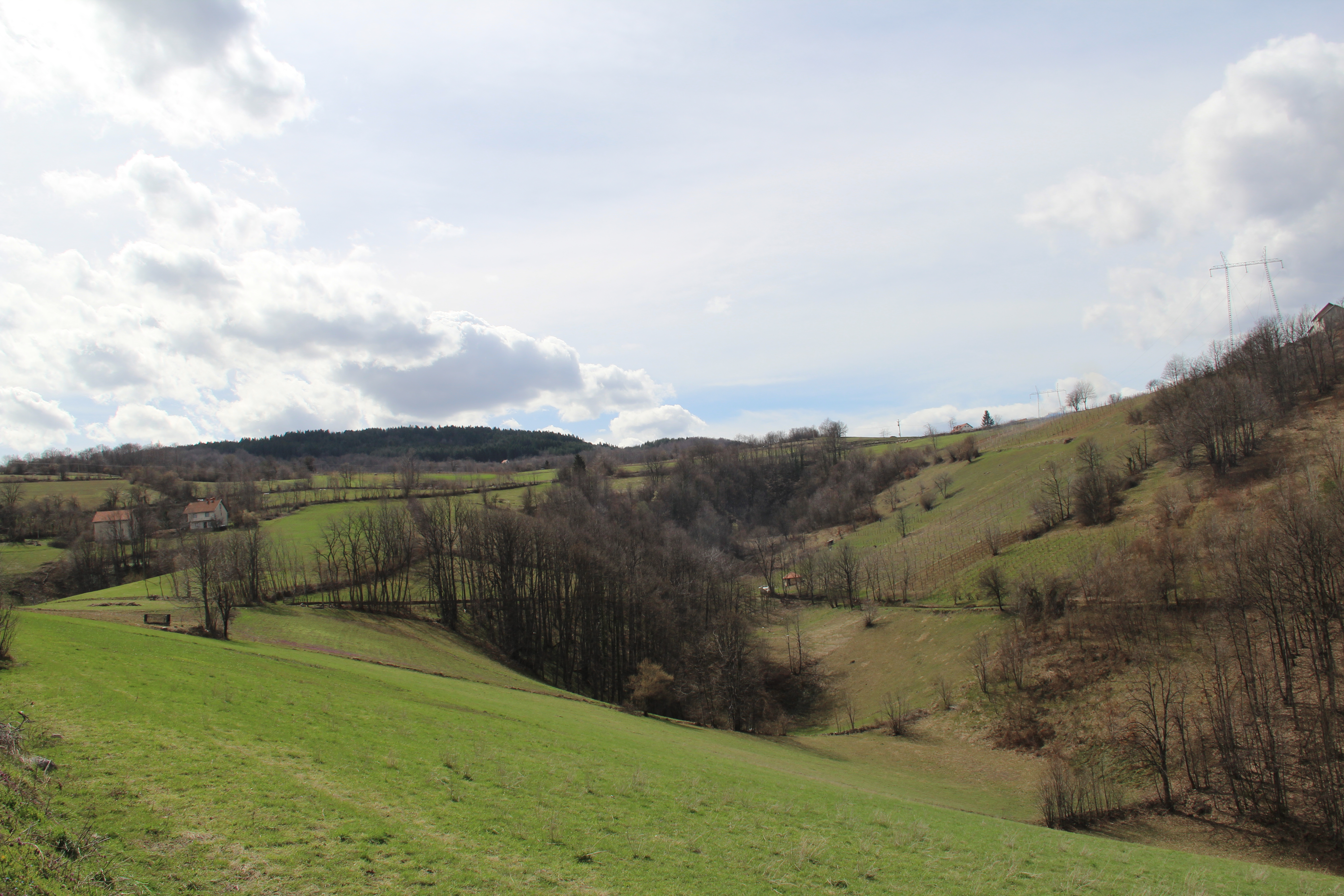
Donje Leskovice - panorama
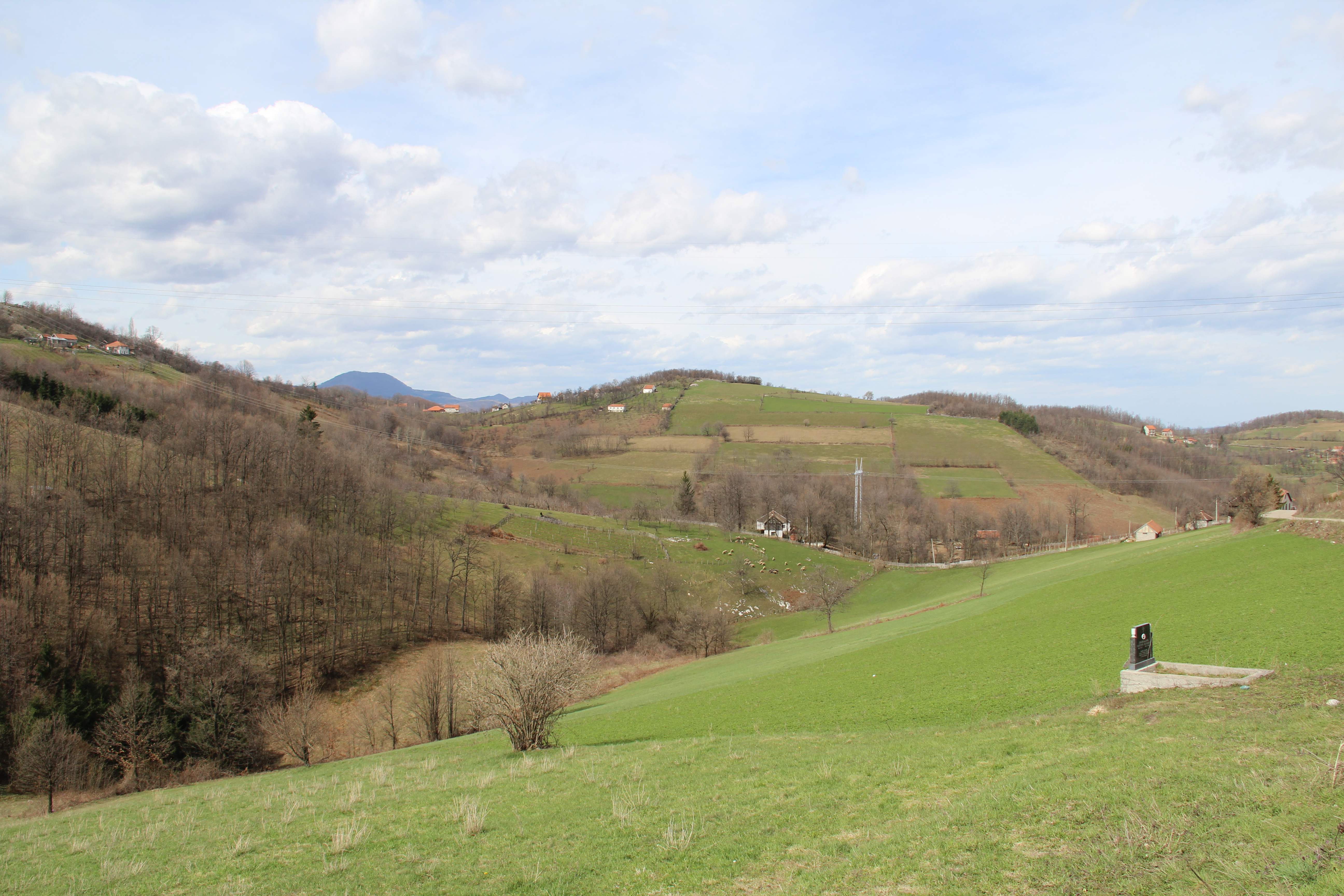
Donje Leskovice - panorama
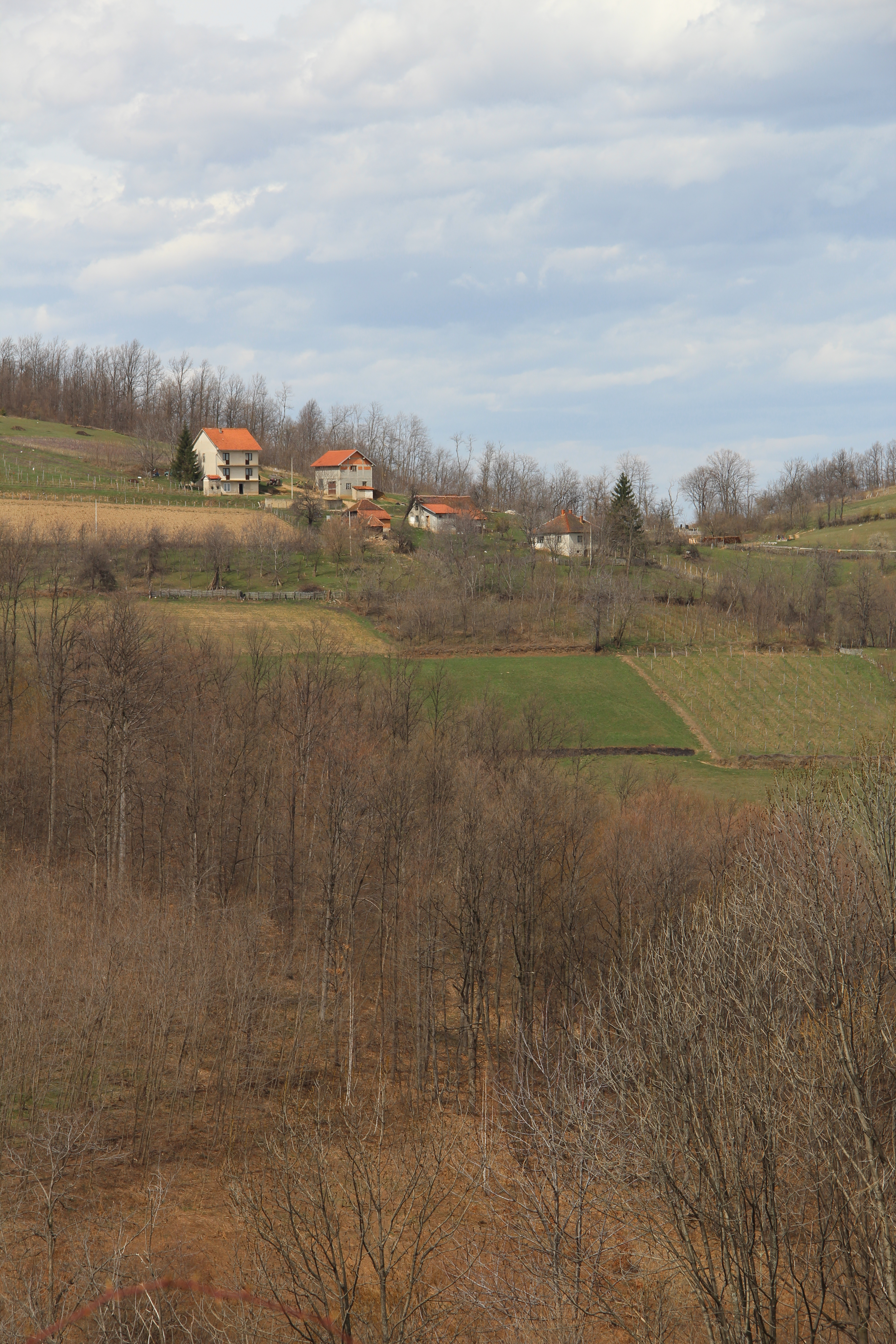
Donje Leskovice - panorama
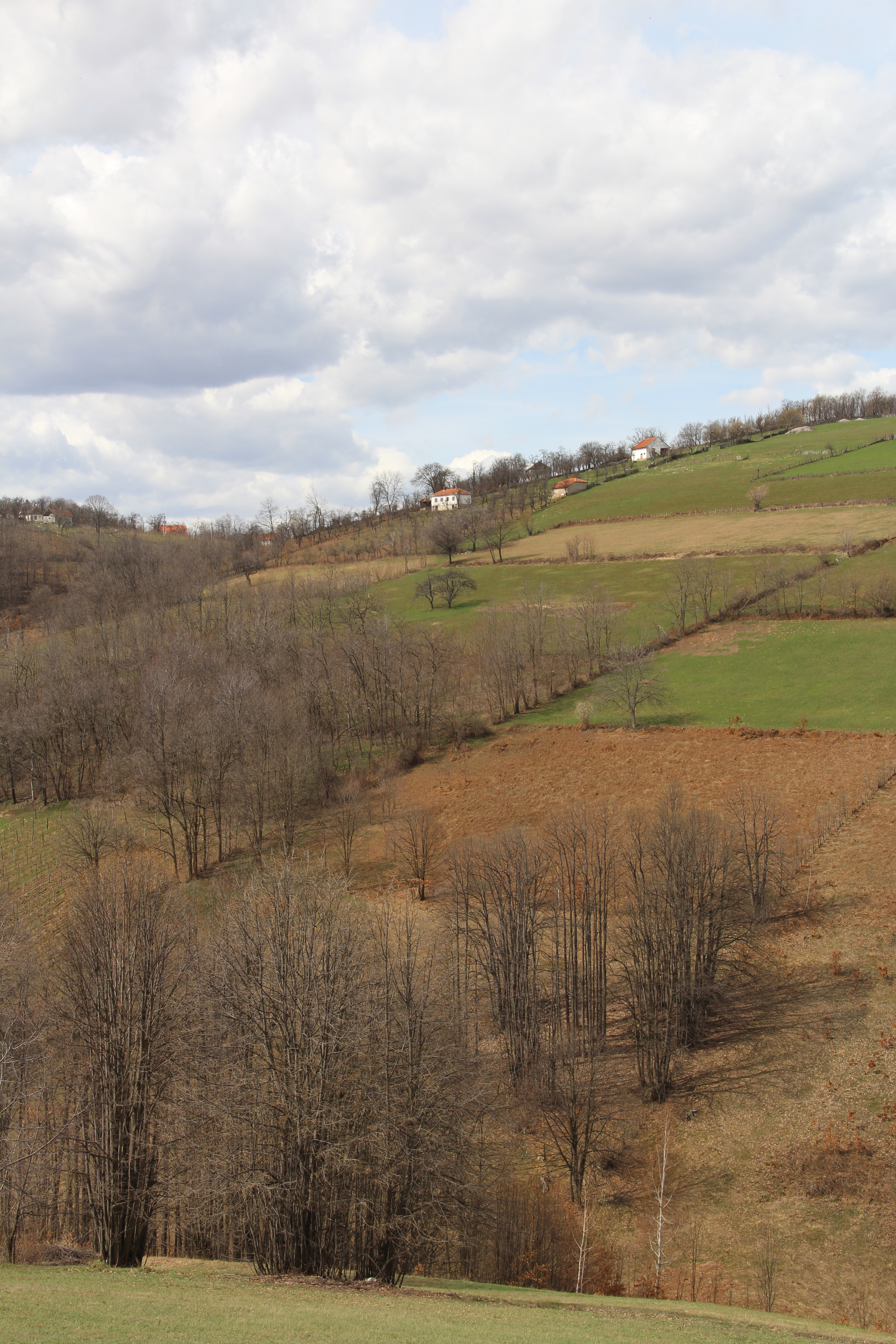
Donje Leskovice - panorama
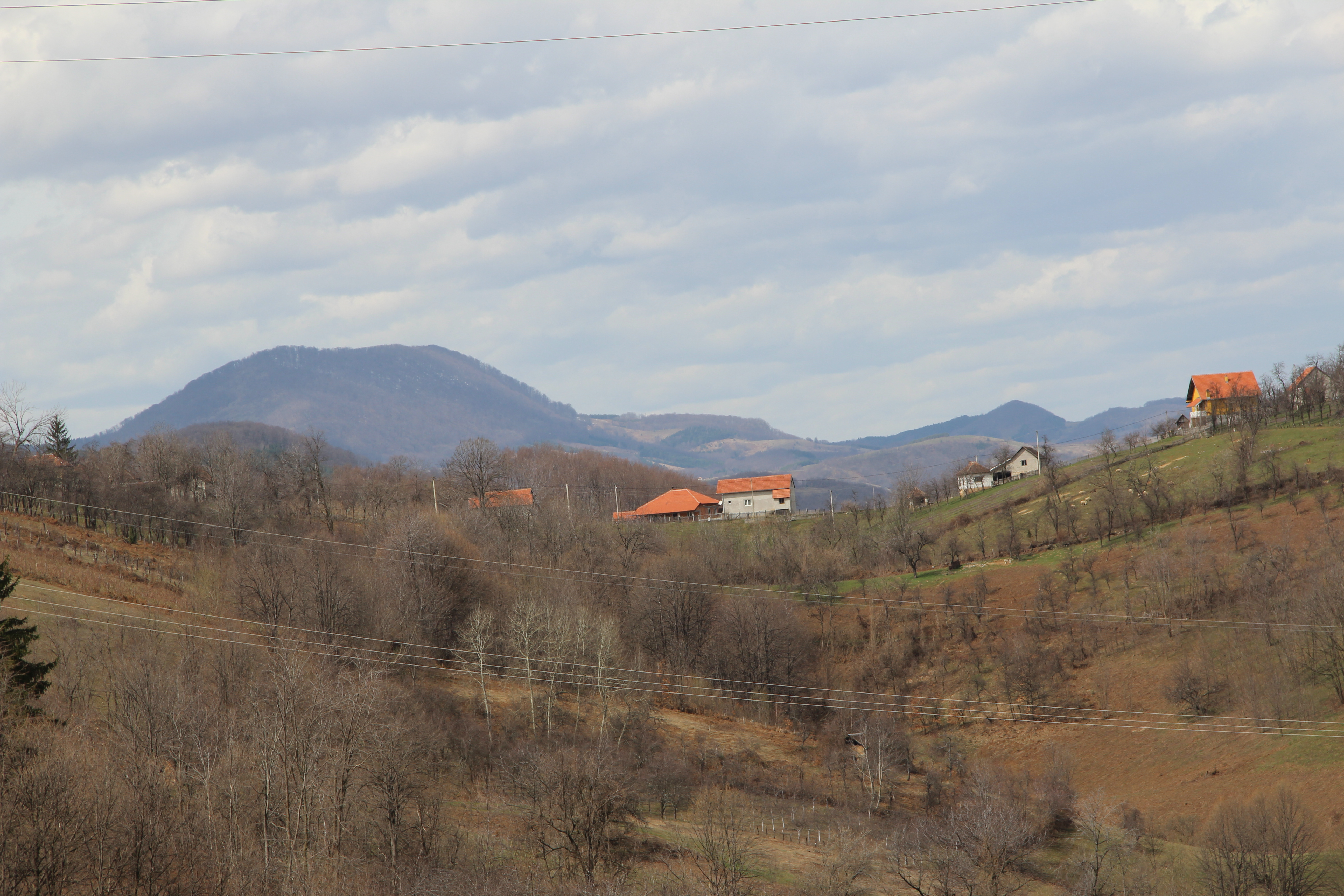
Donje Leskovice - panorama

## Demografia
| 1948  | 1953  | 1961  | 1971 | 1981 | 1991 | 2002 | 2011 |
| ----- | ----- | ----- | ---- | ---- | ---- | ---- | ---- |
| 1 132 | 1 119 | 1 071 | 933  | 805  | 692  | 597  | 444  |